# Wunda
Wunda è un'amazzone extraterrestre immaginaria apparsa per la prima volta in Seven Soldiers: Mister Miracle n. 1 (novembre 2005) pubblicato dalla DC Comics; venne creata da Grant Morrison e Pasqual Ferry.

## Biografia del personaggio
Si sa molto poco a proposito della donna nota come Wunda, a parte il fatto che è un membro dello squadrone di guerriere femminili di Nonnina Bontà conosciute come Furie Femminili. Comparve per la prima volta insieme alle altre Furie in Seven Soldiers: Mister Miracle, dove mostrò la sua abilità di controllo della luce.
Durante la Crisi finale, le Furie si impossessarono dei corpi di alcune eroine e criminali della Terra. Wonder Woman fu una di loro, e venne soprannominata Wunda da una delle sue compagne, Gigantrix (Giganta) in Crisi Finale n. 4.